# バイナー人
バイナー人(Bynar)は、アメリカのSFテレビドラマ『スタートレック』シリーズに登場する異星人。

## 地理
- バイナー人の母星はベータ・マゼラン星系の惑星バイナー。なおベータ・マゼランは2364年に寿命を迎え新星になった。その後この星系がどうなったのかは不明。

## 身体
- 成人でも体は小柄で、10代前半の地球人程度の体格である。少し頭部が大きめで血管の様な紫色の筋が浮き出ており、頭髪・眉毛・睫毛は無い。側頭部にインターフェース装置が取り付けられており、情報記憶端末を1人1つ装備する。薄い赤紫色の肌をしている。
- 全てのバイナー人は母星のマザーコンピューターによって神経活動をネットワーク管理されており、このネットワークにトラブルが発生すると、最悪の場合には生命活動を停止してしまう。

## 文化
- 子供が生まれるとすぐに前頭葉を取り除き、コンピューターチップに置き換える。
- 通常2人1組を1個体として生きる。
- バイナリーデータを高速で送受信する事で行われる会話は、地球人にはコンピューター音にしか聞こえない。もちろん他種族の言語を話す事も可能。

## 歴史
- 22世紀中頃以前、デノビュラ人とファーストコンタクト。医療関連の交流が行われる。
- 24世紀中頃までに惑星連邦に加盟。
- 2364年、ベータ・マゼランが超新星爆発を起こしたため、影響でバイナー人の神経活動を統合管理しているマザーコンピューターが機能を停止しネットワークが崩壊してしまった。第74宇宙基地のオーフィル・クインテロス中佐の下で勤務するバイナー人2組4名が、整備中のエンタープライズDを盗み出した事から初めて事態が発覚し、ジャン＝リュック・ピカード大佐とウィリアム・T・ライカー中佐の協力を得てエンタープライズDのメインコンピューターを用いネットワークの修復に成功した。